# Malcolm Shepherd, 2. Baron Shepherd
Malcolm Newton Shepherd, 2. Baron Shepherd (* 27. September 1918; † 5. April 2001), war ein britischer Labour-Politiker und Peer, der unter den Premierministern Harold Wilson und James Callaghan Leader of the House of Lords und Mitglied des Privy Councils war.

## Frühe Jahre
Shepherd war Sohn von George Shepherd, 1. Baron Shepherd. Er wurde in Blackburn, Lancashire geboren und ging in Saffron Walden zur Schule. Im Zweiten Weltkrieg diente er in Versorgungseinheiten in Nordafrika, Sizilien und Italien, zuletzt als Captain.
Nach Kriegsende arbeitete Shepherd in Malaya und Singapur. Als der Hauptsitz seines Arbeitgebers 1958 nach London verlegt wurde, zog er mit seiner Familie ins Vereinigte Königreich.

## Politische Karriere
Nach dem Tode seines Vaters im Jahre 1954 erbte er dessen Titel Baron Shepherd, of Spalding in the County of Lincoln, und den damit verbundenen Sitz im House of Lords. Zu dieser Zeit hatten nur Träger von erblichen Titeln einen Sitz im House of Lords. Die weit überwiegende Zahl neigte der Conservative Party zu, nur etwa 25 bis 30 gehörten, wie Shepherd, der Labour-Party an. 
1960 wurde Shepherd Deputy Whip, vier Jahre später dann Whip für seine Partei im House of Lords. Nachdem Labour die Britischen Unterhauswahlen 1964 gewonnen hatte und die Regierung stellte, wurde Shepherd als Whip der Regierungspartei Captain of the Honourable Corps of Gentlemen at Arms. Drei Jahre später wechselte er als Staatsminister in das Foreign and Commonwealth Office. Mit dem Sieg der Konservativen bei den Britischen Unterhauswahlen 1970 verlor er sein Amt und wurde wieder Whip im House of Lords. 
Nach dem erneuten Regierungswechsel im Oktober 1974 übernahm Shepherd das Amt des Lord Privy Seal in der Regierung Wilson, das er bis 1976 innehatte. 
Er wechselte nach seinem Rücktritt in die Wirtschaft, wo er zum einen als stellvertretender Vorstandsvorsitzender der Sterling Group von Rudy Sternberg, Baron Plurenden tätig war. Von 1978 bis 1982 war Shepherd außerdem Vorsitzender des Medical Research Councils. Von 1979 bis zur Privatisierung leitete er die staatliche National Bus Company und steigerte deren Ertrag deutlich.
Daneben war Shepherd jedoch weiterhin im House of Lords aktiv. Nachdem er mit Inkrafttreten des House of Lords Act 1999 am 11. November 1999 sein automatisches Anrecht auf einen Sitz im House of Lords verloren hatte, wurde er am 16. November 1999 als Baron Shepherd of Spalding, of Spalding in the County of Lincolnshire, zum Life Peer ernannt, damit er seine politische Arbeit fortsetzen konnte.

## Familie
Shepherd heiratete 1941 Allison Wilson Redmond, die 1998 verstarb. Mit ihr hatte er zwei Söhne. Den Titel  Baron Shepherd erbte bei seinem Tod 2001 der ältere Sohn Graeme.